# Amazon MGM Studios
Die Amazon MGM Studios (ehemals Amazon Studios) sind eine US-amerikanische Filmproduktionsgesellschaft und gehören zu Amazon und sind aus der Fusion von Metro-Goldwyn-Mayer und Amazonstudios hervorgegangen. Sie sind die Muttergesellschaft von Metro-Goldwyn-Mayer und entwickeln die von ihnen produzierten Fernsehsendungen und Filme auf Grundlage der Crowdsourcing-Aktivitäten, die auf ihrer Online-Plattform koordiniert werden und unter Berücksichtigung des Feedbacks der Online-Zuschauer, die das Programm von Prime Video (bis September 2015 Amazon Instant Video, bis Februar 2018 Amazon Video) bewerten, dem digitalen Video-Streaming-Service über den Amazon Inhalte vertreibt, der sich in Konkurrenz mit Diensten wie Netflix und Hulu befindet. Nachdem die Verwaltung der Amazon Studios zuvor in der Sherman Oaks Galleria in Los Angeles untergebracht war, verlegte man die Räumlichkeiten 2013 nach Santa Monica, wo Amazon im Water Garden in der Colorado Avenue und der 26th Street eine Nutzungsfläche von bis zu 7.000 Quadratmeter zur Verfügung stand.

## Geschichte
Die Amazon Studios wurden im Jahr 2010 ins Leben gerufen, um den Prozess der Suche nach neuen Drehbüchern für Filme und Serien zu vereinfachen. Damals starteten die Amazon Studios eine Online-Plattform zur Entwicklung neuer Sendungen durch die Auslagerung der Kreativprozesse. Die Studios starteten einen Aufruf an angehende Drehbuchautoren, Regisseure, Animationsfilmer, Filmeditoren und andere an der Filmbranche Interessierte, gemeinsam an neuen Formaten zu arbeiten. Die Autoren konnten Treatments oder fertige Skripte einreichen und überließen hierdurch automatisch Amazon die Rechte für eine kostenlose Produktion der Idee. Die hier veröffentlichten Beiträge durften von anderen Interessierten überarbeitet oder komplett umgeschrieben werden, und die Amazon Studios produzierten hierauf basierend verschiedene Fernsehserien. Die Amazon Studios haben über die Plattform bisher über 20.000 Drehbücher für Filme und 5.000 Drehbücher für Pilotfolgen von Serien erhalten (Stand Dezember 2015). Eine über die Plattform zustande gekommene Serie ist Gortimer Gibbon’s Life on Normal Street.
Seit 2013 produzieren die Amazon Studios jährlich mehrere Pilotfolgen, die bei Prime Video zur Verfügung gestellt werden. Diese Pilotfolgen können von Nutzern bewertet werden, und die Sendungen mit den meisten positiven Bewertungen werden als Serie produziert. Zudem können von den Nutzern Skripte für mögliche zukünftige Drama-, Comedy- und Kinderserien online eingereicht werden. Die erste Pilotfolge wurde im April 2013 gezeigt. Produziert werden Serien aus den Genres Drama, Comedy, Serien für Kinder und Jugendliche und für Vorschüler, aber seit 2015 auch Filme. Als Development Slate bezeichnen die Amazon Studios eine Liste von vielversprechenden Projekten, die in absehbarer Zeit als Filme oder Serien produziert werden sollen. Die Liste wird von einem Entwicklungsteam der Amazon Studios verwaltet.
Seit 2015 übersenden die Amazon Studios gemäß ihrer neuen Options Policy den Autoren, an deren Arbeiten sie interessiert sind, das Angebot eines Honorars in Höhe der üblichen Entlohnung von Drehbuchschreibern, das der Einreichende annehmen oder ablehnen kann.
Nachdem die Amazon Studios bereits Ende 2013 kostenlos den Storybuilder angeboten hatten, eine Software, die einer virtuellen Version von Notizkarten entspricht, die Drehbuchautoren zur Entwicklung einer Geschichte verwenden, folgte mit dem Amazon Storywriter im November 2015 eine Cloud-basierte Software, die die Arbeit des Drehbuchschreibens erleichtern soll. Zur gleichen Zeit öffneten die Amazon Studios ihre Plattform auch für Mitglieder der Writers Guild of America und der Animation Guild.
Im Februar 2025 wurde bekannt, dass Barbara Broccoli und Michael G. Wilson in kreativer Hinsicht die Kontrolle über den James-Bond-Franchise an die Amazon MGM Studios abgegeben haben. Gemeinsam mit den beiden gründeten Amazon MGM ein neues Joint Venture, das die Eigentumsrechte an James Bond hält.

## Management
Roy Price, der zuvor als Vice President of Creative Affairs für Walt Disney TV Animation und ab 2004 für Amazon Instant tätig war, wurde mit der Gründung der Amazon Studios ab 2010 deren Vice President. In dieser Funktion war Price für die Überwachung der Film- und Fernsehproduktionen der Studios und für deren Entwicklungen zuständig. Price war zudem der Direktor für die digitale Produktentwicklung von Amazon. Nachdem Produzentin Isa Hackett (Der Plan) dem Leiter Roy Price im Oktober 2017 sexuelle Belästigung vorwarf und dies in einem Interview detailliert preisgab, wurde Price suspendiert und gab am 17. Oktober 2017 seinen Rücktritt von der Position bekannt. COO Albert Cheng wurde zum Interimsleiter berufen. Im Februar 2018 wurde Jennifer Salke zum neuen CEO ernannt.
Im Januar 2015 wurde Ted Hope als Verantwortlicher für die Produktion der Amazon Original Movies bestimmt. Am 1. Juni 2015 wurde die Ernennung von Bob Berney zum Leiter der Vertriebs- und Marketingabteilung und von Albert Cheng zum Chief Operating Officer bekannt. Berney hatte zuvor bereits über 20 Jahre in der internationalen Filmwelt gearbeitet und war ab 2000 an Filmprojekten beteiligt, die in Kinos über 1 Milliarde US-Dollar einspielten. Zuletzt war Berney als Chief Executive Officer für den 2005 gemeinsam von New Line Cinema und HBO als Joint Venture gegründeten Filmvertrieb Picturehouse tätig. Cheng war zuvor als Executive Vice President und Leiter der Produktionsabteilung digitaler Formate für die Disney-ABC Television Group der Walt Disney Company tätig, wo er das Programm von Disney/ABC auf digitalen Plattformen zugänglich machte. Chengs Idee, zwei Monate lang mehrere Serien von ABC in voller Länge kostenlos auf einer Website zu streamen, wurde 2006 von der Academy of Television Arts & Sciences (ATAS) mit dem Interactive Television Emmy Award für interaktives Programmfernsehen auf neuen Vertriebsplattformen gewürdigt. Im Rahmen dieses Projekts hatte Cheng das Feedback der Zuschauer analysiert, um Erkenntnisse für weitere Streaming-Projekte gewinnen zu können, die später zur Hauptsendezeit im Internet gezeigt wurden, was ein Novum für ABC war.
Im November 2015 wurde Donna Rosenstein Casting-Direktorin der Amazon Studios. Rosenstein zeichnete zuvor als Casting-Direktorin für Serien wie Castle, Grimm und Ghost Whisperer – Stimmen aus dem Jenseits verantwortlich. Seit Juni 2016 ist Nick Hall, der zuvor für den US-amerikanischen Fernsehprogrammanbieter HBO tätig war, als Leiter der Entwicklungsabteilung für Comedy-Serien der Amazon Studios zuständig. Joe Lewis, der 2012 zu den Amazon Studios kam, ist für die Entwicklung von Drama-Fernsehserien im klassischen Halbstünder-Format zuständig und zusätzlich seit Herbst 2016 für die Entwicklung von einstündigen Serien. Tara Sorensen, die Leiterin der Abteilung Kids Programming, ist bei den Amazon Studios für die Entwicklung neuer Kinderserien zuständig. Morgan Wandell, der zuvor Fernsehserien für die ABC Studios entwickelte und Ende 2013 zu den Amazon Studios kam, leitet seit Herbst 2016 den Bereich International Productions. In dieser Funktion ist er für die Entwicklung von Fernsehserien außerhalb der USA verantwortlich.

## Serien außerhalb der Testphasen (Auswahl)
Im August 2015 gaben die Amazon Studios bekannt, dass sie an der Entwicklung einer Serie arbeiten, die auf dem Film Galaxy Quest – Planlos durchs Weltall basiert.

## Filmproduktionen

### Personalia
Im Januar 2015 wurde Ted Hope, der 1991 gemeinsam mit James Schamus die New Yorker Filmproduktion Good Machine gegründet und später an Universal verkauft hatte, als Verantwortlicher für die Produktion der Amazon Original Movies bestimmt.
Bob Berney, der zuvor CEO der Filmvermarktungs- und Vertriebsgesellschaft Picturehouse war, versucht als Leiter Movie Marketing & Distribution die Original Movies und die von den Amazon Studios gekauften Filme in die Kinos zu bringen. Im August 2015 verließ auch Julie Rapaport ihren bisherigen Arbeitgeber The Weinstein Company und arbeitete fortan an der Entwicklung der Filme der Amazon Studios. Zur gleichen Zeit wechselte auch Scott Foundas, der Chef-Filmkritiker der Zeitschrift Variety, zum Unternehmen, wo er seitdem ebenfalls an der Entwicklung der Filme arbeitet und zudem für die Akquise tätig ist.

### Amazon Original Movies
Am 19. Januar 2015 kündigte Roy Price, der Vice President der Amazon Studios, die Erweiterung der Produktion um Spielfilme an, die nicht nur über die unternehmenseigenen Plattformen vertrieben, sondern auch in Kinos gezeigt werden sollen. Im Dezember 2015 erschien mit Chi-Raq der erste Original Movie, der von den Amazon Studios produziert wurde. Es folgten der Film Creative Control, der im März 2016 in die Kinos kam und Elvis & Nixon, mit Michael Shannon und Kevin Spacey in den Hauptrollen, als weiterer Original Movie, der im April 2016 in die US-amerikanischen Kinos kam. Im Mai 2016 feierte Paterson seine Premiere.
Amazon kündigte an, den Kinos, die die Amazon Original Movies zeigen, ein bis zwei Monate Zeit zu geben, bevor deren Online-Vorführung startet. Diese Vereinbarung soll es für die Kinos attraktiver machen, Amazon Original Movies vorzuführen und höhere Gewinne für beide Seiten bewirken. Bis dahin dauerte es neun Monate bis ein Jahr, bevor ein Kinofilm auch über einen Streaming-Dienst gezeigt wurde. Kenner der Filmbranche sehen in dem neuen Geschäftsmodell von Amazon mögliche Konsequenzen für die ganze Filmindustrie. Die Amazon Studios planen laut Roy Price, mit ihrem Creative Director Ted Hope bis zu 12 Amazon Original Movies pro Jahr in die Kinos zu bringen, wodurch sie sich im Hinblick auf die Zahl der Produktionen nahezu auf Augenhöhe mit anderen Filmstudios in Hollywood befänden, die jedoch nicht über einen unternehmenseigenen Streaming-Dienst verfügen. Zu den Notable Movie Projects, also bemerkenswerten Filmprojekten, gehören aktuell 59 Projekte, an deren Realisierung gearbeitet wird (Stand Januar 2016).
Seit Herbst 2016 sind die Produktion, der Vertrieb und die Lizenzierung von Originalfilmen der Amazon Studios im Geschäftsbereich Prime Movies zusammengefasst, und Jason Ropell wurde mit der Leitung dieses Geschäftsbereiches betraut.

## Kritik und Kontroversen

### Inklusionsrichtlinien
2021 führte Amazon Studios „Inklusionsrichtlinien“ ein, welche vermeintlich die Diversität fördern und marginalisierte Gruppen schützen sollen. Unter anderem forderte die Richtlinie, „es sollen nur noch Schauspieler engagiert werden, deren Identität (Geschlecht, Geschlechtsidentität, Nationalität, Ethnizität, sexuelle Orientierung, Behinderung) mit den Figuren, die sie spielen, übereinstimmt.“ Dies wurde vielfach kritisiert. LGBTQ-Schauspieler würden indirekt zum Outing gezwungen und darauf festgelegt, nur noch bestimmte Rollen spielen zu können. Eine Sichtweise, die die Initiative ActOut zuvor explizit kritisierte. Zum Beruf des Schauspielers gehöre es auch, Rollen spielen zu können, die nicht mit der Lebenswirklichkeit der Schauspieler übereinstimmen. Die Regelung sei somit ein „ärmlicher Versuch, Fortschritt zu demonstrieren“, kritisiert die Medienredakteurin Erica Zingher in der taz. Wolfgang M. Schmitt kritisiert die Regelungen ebenfalls stark und fühlt sich an die Argumentationsmuster des rechtsextremen Ethnopluralismus erinnert. Die Inklusionsrichtlinien seien ein Angriff auf die Kunstfreiheit. Zudem kritisiert er, dass der Gerechtigkeits- und Inklusionsbegriff bei Amazon Studios nicht die soziale Klasse beinhalte, wobei er an die schlechten Arbeitsbedingungen beim Mutterkonzern Amazon erinnert.